# Canh Thìn tĩnh xã
Canh Thìn tĩnh xã (tiếng Trung: 庚辰靖社) là cuộc chính biến cung đình xảy ra tại Triều Tiên giữa Lý Phương Viễn và Triều Tiên Định Tông. Chính biến xảy ra vào năm Canh Thìn 1400 (Kiến Văn năm thứ 2), hai năm sau cuộc chính biến Mậu Dần tĩnh xã (năm 1398). Đây được xem là cuộc chính biến giữa các vương tử lần thứ hai nên còn được gọi là Loạn vương tử lần thứ hai (tiếng Trung: 第二次王子之乱, tiếng Hàn Quốc: 제2차왕자의난).

## Bối cảnh
Năm 1398, sau cuộc chính biến Mậu Dần tĩnh xã, Triều Tiên Thái Tổ Lý Thành Quế đã thoái vị và nhường ngôi cho con thứ hai của mình, Triều Tiên Định Tông Lý Phương Quả lên ngồi. Tĩnh An công Lý Phương Viễn, người con thứ năm của Thái Tổ, người khởi xướng cuộc chính biến và là người góp phần xây dựng nhà Triều Tiên, không hài lòng với việc này.
Sau khi Định Tông lên ngôi, không chỉ định người kế vị, một số người em của Định Tông nổi lên là ứng viên sáng giá. Ích An quân Lý Phương Nghị, con trai thứ ba của Thái tổ, một người có tình ôn hòa và điềm tĩnh, không có ý định tranh giành ngai vàng. Nên Hoài An quân Lý Phương Cán, con trai thứ tư của Thái Tổ, cho rằng mình sẽ là người kế vị. Tuy nhiên một số triều thần quyền lực lại ủng hộ Tĩnh An quân.
Vào ngày 27 tháng giêng (lịch Gregorius 21 tháng 2) năm Kiến Văn thứ 2 (1400), để chuẩn bị cho lễ "Tế Đạo" (lễ cúng bái thần quân kỳ), lệnh cho công hầu được lệnh săn chim hoang dã như một vật hiến tế. Ngày hôm sau, Hoài An quân phái con trai của mình là Nghĩa Ninh quân Lý Mạnh Tông đến phủ Tĩnh An công để hỏi về nơi đi săn. Tĩnh An công cho rằng đây là âm mưu phục kích ông ta tại bãi săn nên đã cho người dò xét nơi săn bắn của Hoài An quân. Hoài An quân huy động binh lính dưới quyền trang bị đầy đủ vũ khí giáp sắt, tập trung tại Viện Tử Trung. Tĩnh An công biết rằng mọi thứ đã thay đổi, vì vậy ông và Nghĩa An Công Lý Hòa, Hoàn Sơn quân Lý Thiên Hựu và một số người khác đã nhanh chóng tập hợp binh lính riêng của mình, đồng thời phái người đến Thọ Xương cung ở Khai Kinh, yêu cầu vua Định Tông bảo vệ cung điện trong trường hợp có biến động bất thường.
Hoài An quân dẫn binh mã trấn giữ cổng phía đông của Khai Kinh, đồng thời phái tướng dưới quyền là tướng quân Ngô Ứng Quyền đến thông báo với vua Định Tông rằng "Tĩnh An công đang có âm mưu hãm hại thần, vì vậy thần không còn cách nào khác ngoài việc tấn công hắn ta, xin bệ hạ đừng lo lắng"; và cử người đến thông báo với cha mình là Thái Thượng vương Lý Thành Quế thông báo rằng "Tĩnh An công đang mưu hại thần, thần không thể chết vô ích, nên đã phái quân đi ứng phó". Người của Hoài An quân đóng quân ở cầu Thiện Trúc đến đường Khắc Tộ, trong khi quân của Tĩnh An công đóng tại cầu Thỉ Phản ở Khai Kinh, chia quân đánh chiếm Thái Miếu, Chú Ất tỉnh, và một số nơi trọng yếu. Cả hai bên đã giao tranh ác liệt tại đường phố và tại Mã Tỉnh động, Điển Mục động tại Khai Kinh.
Quân đội Tĩnh An công giành chiến thắng trong trận chiến khốc liệt, Hoài An quân thất bại chạy trốn lên phía bắc, cuối cùng ẩn náu tại một cung điện cũ của Cao Ly ở Hàm Dương và bị bộ tướng Tĩnh An công bắt không lâu sau đó.
Hoài An công và con trai của ông bị đày đến Thổ Sơn huyện, sau đó một thời gian được lưu đày đến Toàn Châu, được cấp thái ấp 50 hộ và có lương thực sống đến hết đời.

## Kết quả
Ngày 4 tháng 2 (lịch Gregorius 28 tháng 2) năm 1400, Tĩnh An công sách lập vua Định Tông làm Vương Thế tử, cơ quan dưới quyền của ông được gọi là "Nhân Thọ phủ". Cung điện Thượng vương Lý Thành Quế đang ở được đổi thành Đức Thọ cung, cơ quan dưới quyền được đổi thành "Thừa Ninh phủ", tôn hiệu là "Khải vận Thần võ Thái Thượng vương", dâng tặng sách kim bảo.
Ngày 11 tháng 11 (lịch Gregorius 26 tháng 11) cùng năm, Tĩnh An công soán ngôi vua Định Tông, và vào ngày 13 cùng tháng, Tĩnh An công lên ngôi vua tại Thọ Xương cung, tức vị vua thứ ba của triều đại Triều Tiên, vua Thái Tông.